# The Monkees (série de televisão)

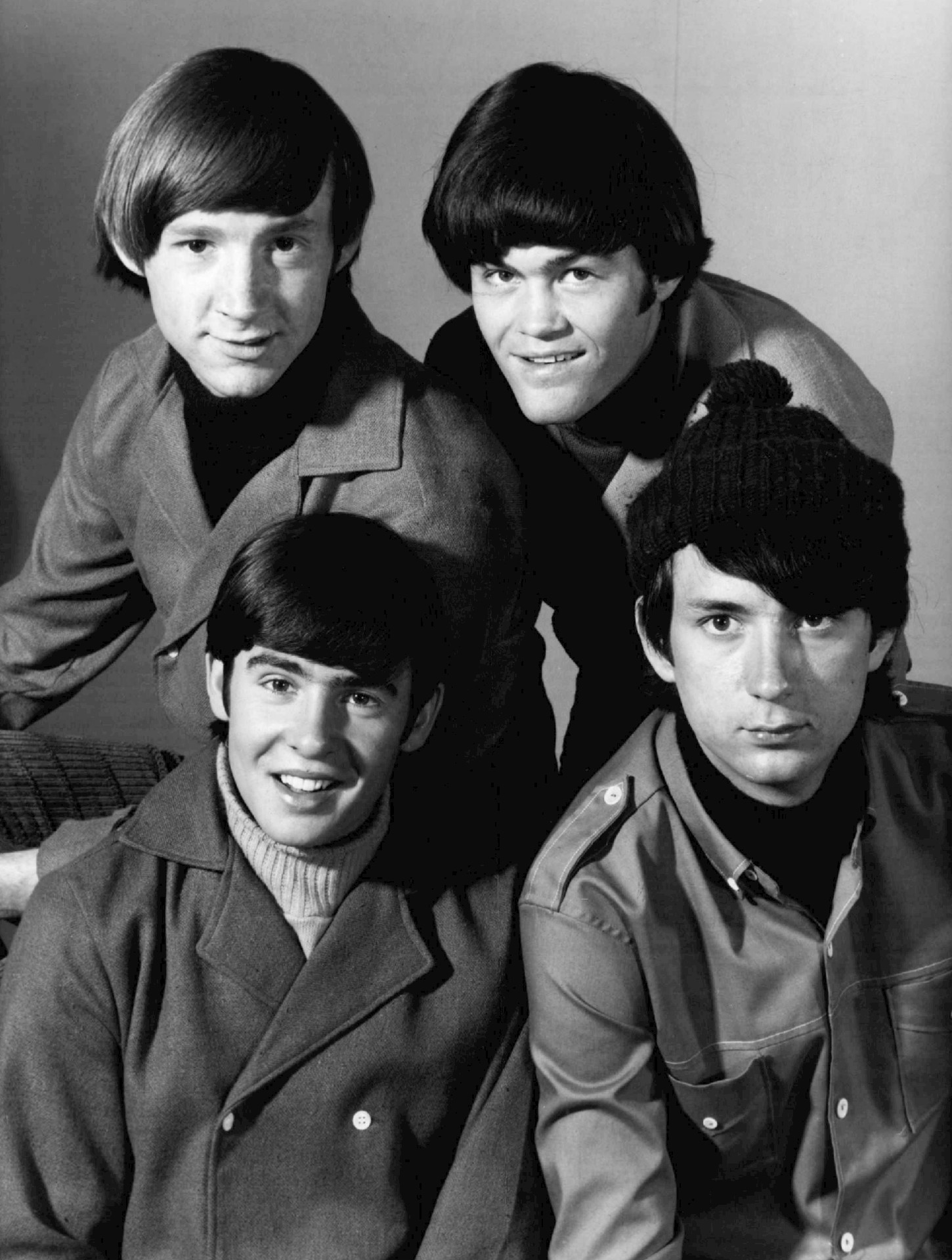
The Monkees em 1966. Da esquerda para a direita, acima, estão Peter Tork e Micky Dolenz; abaixo estão David Jones e Michael Nesmith.

The Monkees é um seriado de TV norte-americano que foi produzido e transmitido pela rede NBC, de setembro de 1966 a março de 1968, com 58 episódios. Conta as aventuras do quarteto de músicos The Monkees, contratado para fazer versões fictícias de si mesmos.
Este seriado introduziu uma inovação nas técnicas de filmagem para a televisão e ganhou dois Emmys, em 1967. Nos bastidores os atores geralmente tinham o controle criativo sobre a música e alguma parte do conteúdo do show. O programa foi encerrado em 1968, com o final da segunda temporada, e foi repetido por muito tempo nas manhãs de sábado.

## Histórico

### Concepção e elenco
No início dos anos 60, os aspirantes a cineastas Bob Rafelson e Bert Schneider formaram a companhia Raybert Productions e  tentavam entrar em Hollywood. Inspirados pelo filme A Hard Day's Night, dos Beatles, a dupla decidiu desenvolver um seriado de TV sobre uma fictícia banda de Rock and Roll. Em abril de 1965, Raybert vendeu a ideia do seriado para a Screen Gems e um script piloto intitulado The Monkeys foi completado por Paul Mazursky e Larry Tucker.
A escolha dos quatro membros se deu após uma bateria de testes com 437 atores, após produtores anunciarem no jornal um classificado pedindo "quatro loucos entre 17 e 21 anos". Os escolhidos foram Micky Dolenz, Davy Jones, Peter Tork e Michael Nesmith, este filho da milionária criadora do Liquid Paper, Bette Nesmith Graham.
Para promover a série antes da estreia foi lançado um álbum chamado “The Monkees”, mas o sucesso foi enorme e o programa acabou por promover o disco, cujas músicas atingiram o topo das paradas. No início os rapazes gravavam as músicas apenas com vocais, mas como eles eram músicos, três meses após o início das gravações iniciaram apresentação em concertos ao vivo.
Em dois anos, o interesse do público pela atração foi recrudescendo, fazendo com que fosse cancelado em 1968, logo após o lançamento de Head, um longa-metragem com a banda.
Na década de 1980, a MTV passou a reexibir a atração, reacendendo o interesse pela banda. Em 1987, a Nickelodeon também reapresentou o The Monkees, que foi seu campeão de audiência. A Warner Brothers tentou criar uma série denominada The New Monkees, sem sucesso.

## Prêmios e indicações

### Prêmios
Emmy
- Melhor série cômica: 1967[8]
- Melhor diretor de série cômica: James Frawley - 1967

 TV Land Awards
- Melhor Música-Tema: 2004

### Indicações
Emmy
- Melhor diretor de série cômica: James Frawley - 1968